# Velódromo de la Villa Deportiva Nacional
El Velódromo de la Villa Deportiva Nacional es un moderno velódromo ubicado en la Villa Deportiva Nacional en Lima, Perú. Es sede para las competencias de Ciclismo de Pista en los Juegos Panamericanos y Para-ciclismo de pista en los Juegos Parapanamericanos.

## Remodelación
El 10 de junio de 2019, la organización de los Juegos Panamericanos y Parapanamericanos Lima 2019 entregó el renovado velódromo de la Villa Deportiva Nacional a la Federación Peruana de Ciclismo. Escenario remodelado para cumplir con los estándares internacionales y convertirse en uno de los más modernos del continente.
El Director Ejecutivo de Lima 2019, Carlos Neuhaus Tudela, fue el encargado de hacer la entrega al presidente de la Federación Peruana de Ciclismo, Gustavo Matus de la Parra, ante la presencia del gerente de Proyectos e Infraestructura de Lima 2019, Wilhelm Funcke, y de varios seleccionados que estarán en la competencia internacional en este recinto de la VIDENA.

## Descripción
Fue inaugurado en diciembre del 2014 que contaba con una capacidad para 340 personas. En el 2018 se concluyó el primer techado del velódromo. Actualmente el Velódromo cuenta con una pista de 250 metros de perímetro. La pista es de madera afzelia del Congo y está homologada por la Unión Ciclista Internacional (UCI),  gracias a la remodelación que se realizó en este escenario, ahora luce un techo que lo convierte en un escenario cerrado.
Este escenario cuenta con una capacidad para 2,300 espectadores en cómodas butacas. El ancho de pista es de siete metros. Cuenta con peraltes (elevación en las curvas) con 42 grados de inclinación. El Velódromo tiene en su interior vestidores y duchas, zona común para competidores, zona para jueces, tópico para atletas y espectadores, zona mixta para periodistas acreditados y zona para control antidopaje.